# Bordj Ben Azzouz
Pour les articles homonymes, voir Azzouz.
Bordj Ben Azzouz est une commune d'Algérie relevant de la wilaya de Biskra et située à 3 km au sud-ouest de Tolga.
Il s'agit d'une localité phœnicicole, notamment connue pour sa production de dattes deglet nour.

## Géographie

### Localisation
Bordj Ben Azzouz est située sur le terrain d'une oasis, à environ 40 km de Biskra, chef-lieu de la wilaya du même nom

### Climat
Le climat de Bordj Ben Azzouz est de type désertique. La température annuelle moyenne est de 21.1 °C. Le mois le plus chaud est juillet, avec une moyenne de 33 °C, et le mois le plus froid est janvier, avec une moyenne de 10.4 °C.
Les précipitations annuelles moyennes atteignent 135 mm, juillet étant le mois le plus sec (2 mm) et novembre le mois le plus humide (18 mm).

### Urbanisme
Bordj Ben Azzouz se situe dans un milieu semi-urbain : les deux noyaux urbains sont entourés d'une forêt de palmiers dattiers, elle-même encerclée par de vieux murets en « toub ». Les nombreuses fermes et palmeraies s'étalent sur un territoire de 23,4 km².
La ville est dotée d'une polyclinique, de 4 écoles primaires, ainsi que d'un collège (CEM) et d'un lycée.

## Histoire
Du fait de la présence d'une oasis à l'emplacement de Bordj Ben Azzouz, un relais pour les caravanes et les pèlerins en partance pour La Mecque fut fondé à cet endroit vers l'an 1660.

## Économie

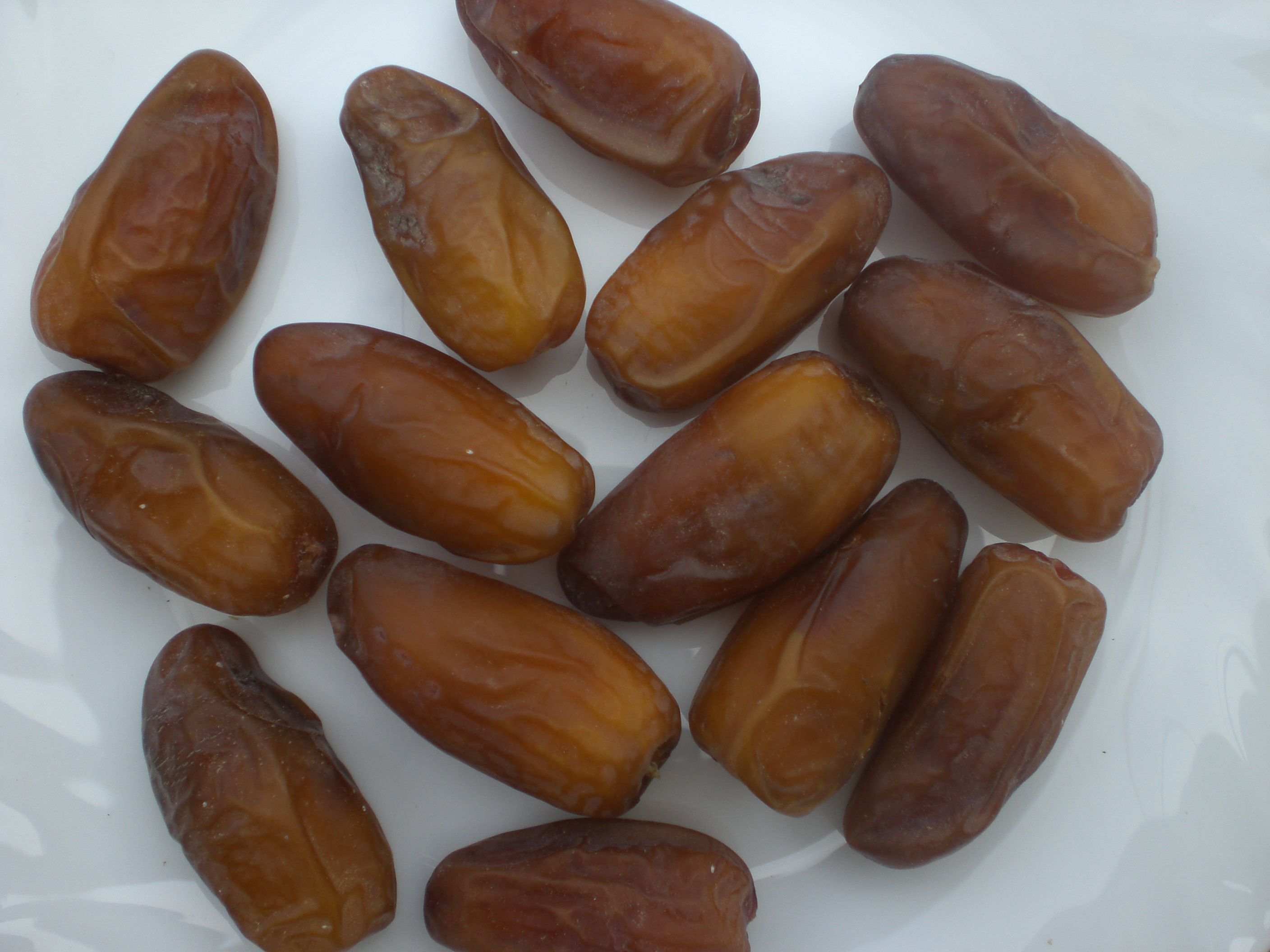
Dattes deglet nour.

La ressource principale de la commune est la datte, notamment la deglet nour, commercialisée mondialement et qui est originaire de la région du Zibans (région de Bordj Ben Azzouz) où elle trouve des conditions climatiques et édaphiques idéales.
En 2010, 80 % des habitants de Bordj Ben Azzouz vivait de la production de dattes. La même année, la commune fut choisie par le ministère de l'agriculture, avec 9 autres villes productrices de deglet nour, pour bénéficier d'une « indication géographique » (IG) : l’appellation « Deglet Nour de Tolga ». Cela s'inscrit dans une politique de renouveau de l'économie agricole, ayant pour but de promouvoir et de protéger la production nationale, les dattes étant souvent vendues sous label tunisien.

## Population et société
De nombreux habitants dénoncent cependant une dégradation des conditions de vie, qui passe notamment par un manque de travail, une inertie du développement local, la détérioration du tissu urbain et l'inexistence d'activités culturelles et sportives, notamment pour les jeunes. C'est pour ces raisons que le 8 mars 2015, des habitants ont bloqué l'entrée du siège de l'APC afin de faire entendre leur mécontentement.

## Personnalités liées à la commune
- Mohamed Lamari (1939-2012), ancien militaire et chef d'État major de l'armée algérienne dont les parents étaient originaires de Bordj Ben Azzouz, et qui passa ses derniers jours dans la maison familiale[7].